# Grammy Award for Best Regional Mexican Album
Der Grammy Award for Best Regional Mexican Album, auf Deutsch „Grammy-Auszeichnung für das beste regionale mexikanische Album“, ist ein Musikpreis, der von 2009 bis 2011 von der Recording Academy in Los Angeles verliehen wurde.

## Geschichte und Hintergrund
Die seit 1959 verliehenen Grammy Awards werden jährlich in zahlreichen Kategorien von der Recording Academy in den Vereinigten Staaten vergeben, um künstlerische Leistung, technische Kompetenz und hervorragende Gesamtleistung ohne Rücksicht auf die Album-Verkäufe oder Chart-Position zu würdigen. Eine dieser Kategorien ist der Grammy Award for Best Regional Mexican Album.
Der Preis wurde von 2009 bis 2011 vergeben. Vorher wurden mexikanische Regionalalben in der Kategorie Grammy Award for Best Mexican/Mexican American Album ausgezeichnet. Die Auszeichnung wurde 2012 bei einer umfassenden Überarbeitung der Grammy-Kategorien eingestellt. Im Jahr 2012 verschmolz diese Kategorie mit der Kategorie Grammy Award for Best Tejano Album in die neu gebildete Kategorie Grammy Award for Best Regional Mexican Music Album (Including Tejano).
Aída Cuevas war mit ihrem Gewinn im Jahr 2017 die erste Frau überhaupt, die diese Auszeichnung erhielt.

## Gewinner und Nominierte
| Jahr | Gewinner                                                 | Nationalität                                             | Album                                                     | Nominierte | Bild des/der Gewinner(s)                                 |
| ---- | -------------------------------------------------------- | -------------------------------------------------------- | --------------------------------------------------------- | --- | -------------------------------------------------------- |
| 2009 | Mariachi Los Camperos de Nati Cano Mariachi Divas        | Vereinigte Staaten                                       | Amor, Dolor y Lágrimas: Música Ranchera Canciones de Amor | - Desde México: Cumbia Cusinela von Huichol Musical - Vámonos pa'l río von Los Pikadientes de Caborca - A puro dolor von Nadia                                                 |                                                          |
| 2010 | Vicente Fernández                                        | Mexiko                                                   | Necesito de Tí                                            | - Corazón Ranchero von Shaila Dúrcal - Compañeras von Mariachi Reyna de Los Angeles - 10 Aniversario von Mariachi Divas de Cindy Shea - Pegadito al corazón von Joan Sebastian |                                                          |
| 2011 | keine Nominierten, da es weniger als zehn Kandidaten gab | keine Nominierten, da es weniger als zehn Kandidaten gab | keine Nominierten, da es weniger als zehn Kandidaten gab  | keine Nominierten, da es weniger als zehn Kandidaten gab | keine Nominierten, da es weniger als zehn Kandidaten gab |